# Chiesa di San Bernardo di Mentone (Piazza Brembana)
La chiesa di San Bernardo di Mentone è un  luogo di culto cattolico di Piazza Brembana, le cui origini risalgono all'XIV secolo della provincia e Diocesi di Bergamo, sussidiaria della chiesa parrocchiale di San Martino.

## Storia
La chiesa risulta fosse già edificata nel XIV secolo. L'edificio fu completamente riedificato nel Settecento. L'edificio è posto in prossimità del monastero delle terziarie dell'ordine di San Francesco.
La chiesa come tutte quelle della val Brembana risulta fosse inserita nella provincia di Bergamo passando poi con l'occupazione viscontea nel 1315 alla signoria dei Visconti con sede della vicaria di Serina che la amministrava. Nel 1428 il territorio divenne parte della Repubblica di Venezia passò al vicariato veneto, sempre con sede a Serina fino al 1797 con la Repubblica Cisalpina.
La torre campanaria è stata innalzata nei primi anni del Novecento a opera di Santo Calvi. La chiesa faceva parte dei beni del comune e si incaricavano della sua amministrazione e  manutenzione i fabbriceri nominati dall'amministrazione.

## Descrizione

### Esterno
L'edificio è posto nel centro cittadino di Piazza Brembana con orientamento est-ovest, a fianco dell'antico monastero delle suore francescane, ordine soppresso, e locali diventati proprietà cittadina con uso di scuole fino al 2004. La facciata è preceduta da un breve camminato con pavimentazione in pietra che s'imposta sulla via omonima. La facciata si compone in tre sezioni divise da lesene in pietra coronati da capitelli ionici ai quali si appoggia la gronda del tetto.

### Interno
La navata unica della chiesa si divide in tre campate da colonne in stucco che reggono le arcate. Il matroneo posto sulla controfacciata, retto da colonne sempre in stucco copre la prima campata. La seconda e la terza sono divise da un arco a tutto sesto. La zona presbiteriale è rialzata da un gradino e si presenta a pianta rettangolare terminante con il coro e con la volta a botte, mentre il coro absidato presenta la volta a catino.
Gli altari ospitano opere di pregio. Nell'altare della terza campata vi è la tela di Carlo Ceresa Madonna col Bambino in gloria e santi Giuseppe, Carlo Borromeo e Antonio di Padova eseguita nel 1660 circa. La tela negli anni Novanta del Novecento presentava in una situazione di grave deterioramento essendo poi oggetto di restauro grazie all'intervento della provincia di Bergamo. Questa era stata oggetto di restauro già nel 1952 e 1963 e raffigura la Madonna in gloria col bambino tra le braccia. Siede su un trono di nuvole e accanto a lei putti e angeli siedono su nuvole. Sul livello inferiore vi sono i tre santi raffigurati con gli attributi che li rendono riconoscibili.
La pala dell'altare maggiore è opera di Palma il Giovane, vi sono inoltre lavori di Andrea Vicentino.